# Folha Universal
A Folha Universal é o jornal semanal da Igreja Universal do Reino de Deus, com circulação em todo o Brasil. Atende todo o público evangélico e é usado como material evangelístico nas ruas, presídios, hospitais, etc. Foi fundado em 1992. Além de conteúdo cristão, o jornal aborda as principais notícias da semana no Brasil e no mundo.
Desde o seu início, a Folha Universal tem sido utilizada como meio de divulgação de seus ideais religiosos e controvérsias a outras religiões, como a Igreja Católica e religiões afro-brasileiras, mas tal discurso belicista tem diminuído nos últimos tempos.

## Caso Mãe Gilda
Em 1999, a Folha Universal publicou uma fake news com uma foto de Mãe Gilda de Ogum, chamando-a de "macumbeira charlatã". Isso resultou em perseguições e agressões a Mãe Gilda e seu marido por membros da Assembleia de Deus, que invadiram seu terreiro. Com a saúde afetada pelas agressões, Mãe Gilda teve um infarto e faleceu em 21 de janeiro de 2000, deixando um legado para sua filha, Jaciara, que processou a igreja por danos morais. Em 2005, a justiça condenou a igreja a indenizar a família. O governo federal proclamou 21 de janeiro como Dia Nacional de Combate à Intolerância Religiosa.

## Caso Xuxa
A Folha Universal está proibida de mostrar a imagem da apresentadora Xuxa, após uma decisão jurídica sobre o caso de uma matéria publicada pelo jornal em agosto de 2008 afirmando que Xuxa "teria vendido sua alma ao diabo", além de reclamação da apresentadora do jornal ter utilizado a sua imagem de forma não autorizada. O despacho da ação judicial afirma que "a imagem da autora foi usada e associada à figura do demônio. Tal vinculação é ofensiva, apelativa e desonrosa a qualquer pessoa".

Matéria da Folha Universal enaltecendo a TV Record

A Justiça também condenou a Folha Universal a pagar uma indenização de R$ 150 mil. Na decisão, a juíza Flávia de Almeida Viveiros de Castro, alegou que a reportagem não tinha um traço sequer de informação, mas só especulação.

## Uso eleitoral
Em 2022, a Igreja Universal do Reino de Deus usou o jornal para atacar Luiz Inácio Lula da Silva e o PT. A igreja apoiava Jair Bolsonaro, que estava em segundo lugar nas pesquisas da corrida presidencial. A assessoria da igreja afirmou que as opiniões nos textos refletiam os autores, não necessariamente a posição da igreja.